# Линкбилдинг
Линкбилдинг (англ. Link building — направление в SEO, основной задачей которого является построение максимально эффективного и естественного ссылочного профиля. Линкбилдинг является элементом внешней оптимизации сайта. Выделяют следующие основные виды линкбилдинга:
- Аутрич и email маркетинг.
- Построение PBN сеток и сайтов сателлитов.
- Закупка ссылок с помощью бирж ссылок.
- Крауд-маркетинг (партизанский маркетинг).
- Сабмиты.

### Ссылочный профиль
Веб-сайт который размещает исходящую ссылку на своем сайте называется «сайтом донором», веб-сайт который получает ссылку с другого ресурса на свой, называется «сайтом акцептором». Суммарное количество всех сайтов-доноров для одного сайта, называется ссылочным профилем. Естественность ссылочного профиля зависит от типов ссылок, разнообразия типов сайтов и анкоров.

#### Типы ссылок
Типы ссылок различают по тегу, в который помечается ссылка. Тег: dofollow — обозначает сигнал для поисковика с призывом индексировать данную ссылку, тег nofollow запрещает поисковой системе индексировать помеченные ссылки. Также существуют UGC ссылки. Таким тегом помечают ссылки, созданные пользователями — user generated content. Хотя в некоторых случаях, поисковые системы все же индексируют ссылки с тегом nofollow.

#### Типы анкоров
Все ссылки, размещаемые в интернете, можно разделить условно на 3 типа — анкорные, безанкорные и брендовые. Анкорными ссылками называются ссылки, внутри которых находится ссылка на внешний сайт. Например: Википедия. Безанкорные ссылки, ссылки которые размещены «прямым путем», пример: https://wikipedia.org. Брендовыми ссылками, называются анкорные ссылки, где анкором является название бренда. Брендовые анкоры — является одним из наиболее безопасных и естественных типов ссылок.